# لافيرا (خنفساء)
لافيرا (بالإنجليزية: Lophyra)‏ هي جنس من الخنافس المفترسة من أسرة الخنفساء الأرضية قادرة على الطيران.:

## وصلات خارجية
- ويكي أنواع 